# Boarmia cymatias
Boarmia cymatias är en fjärilsart som beskrevs av Turner 1947. Boarmia cymatias ingår i släktet Boarmia och familjen mätare. Inga underarter finns listade i Catalogue of Life.